# Château Peyronnet
Le Château Peyronnet est situé sur la commune de Saint-Louis-de-Montferrand, dans le département de la Gironde. 

## Historique
Les façades et toitures du château et des communs sur cour, ainsi que la cour et sa grille d'entrée et la chapelle en totalité sont inscrits au titre des monuments historiques depuis le 19 décembre 2005.